# Basilika St. Georg (Angamaly)

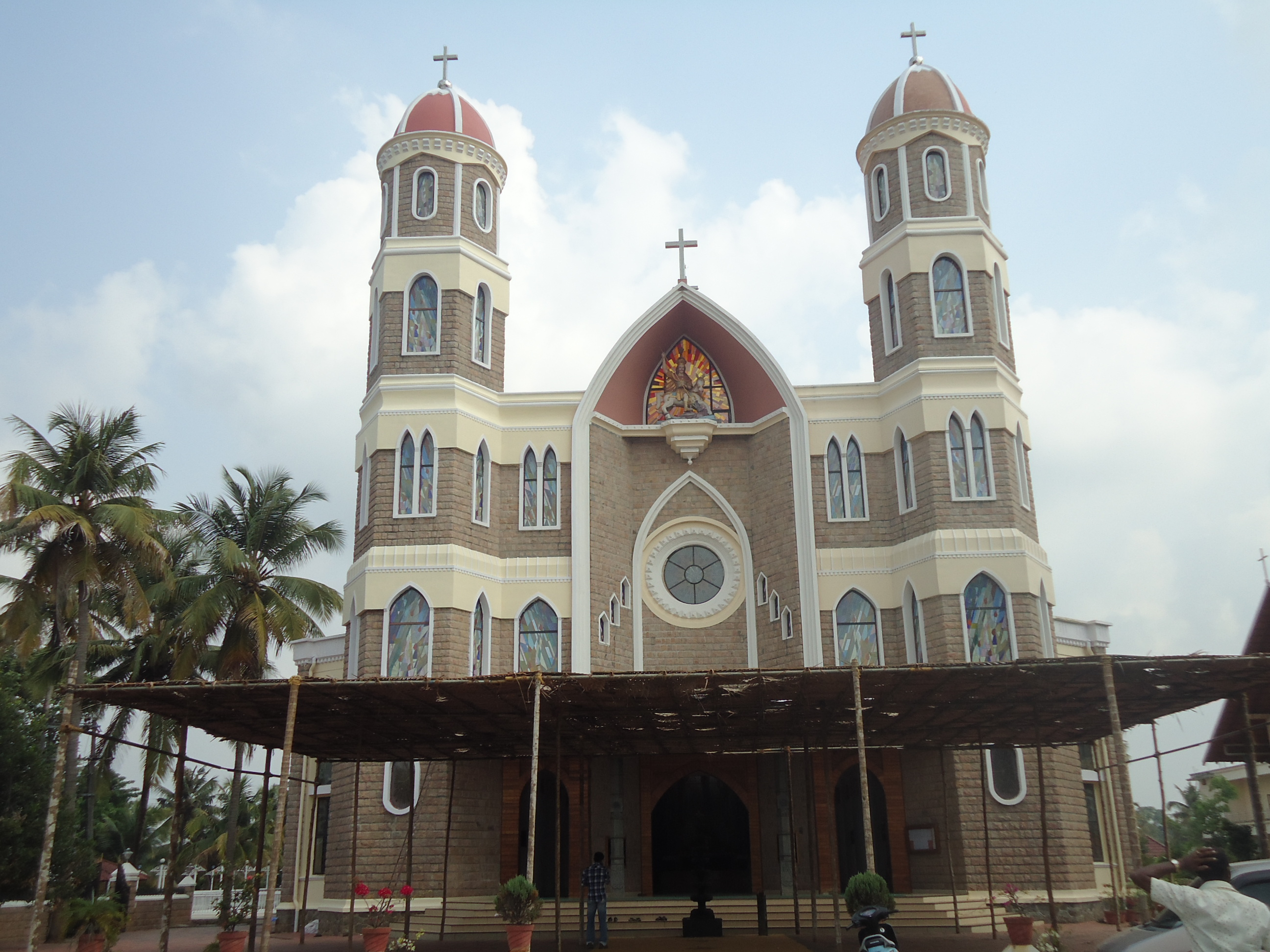
Fassade der Basilika

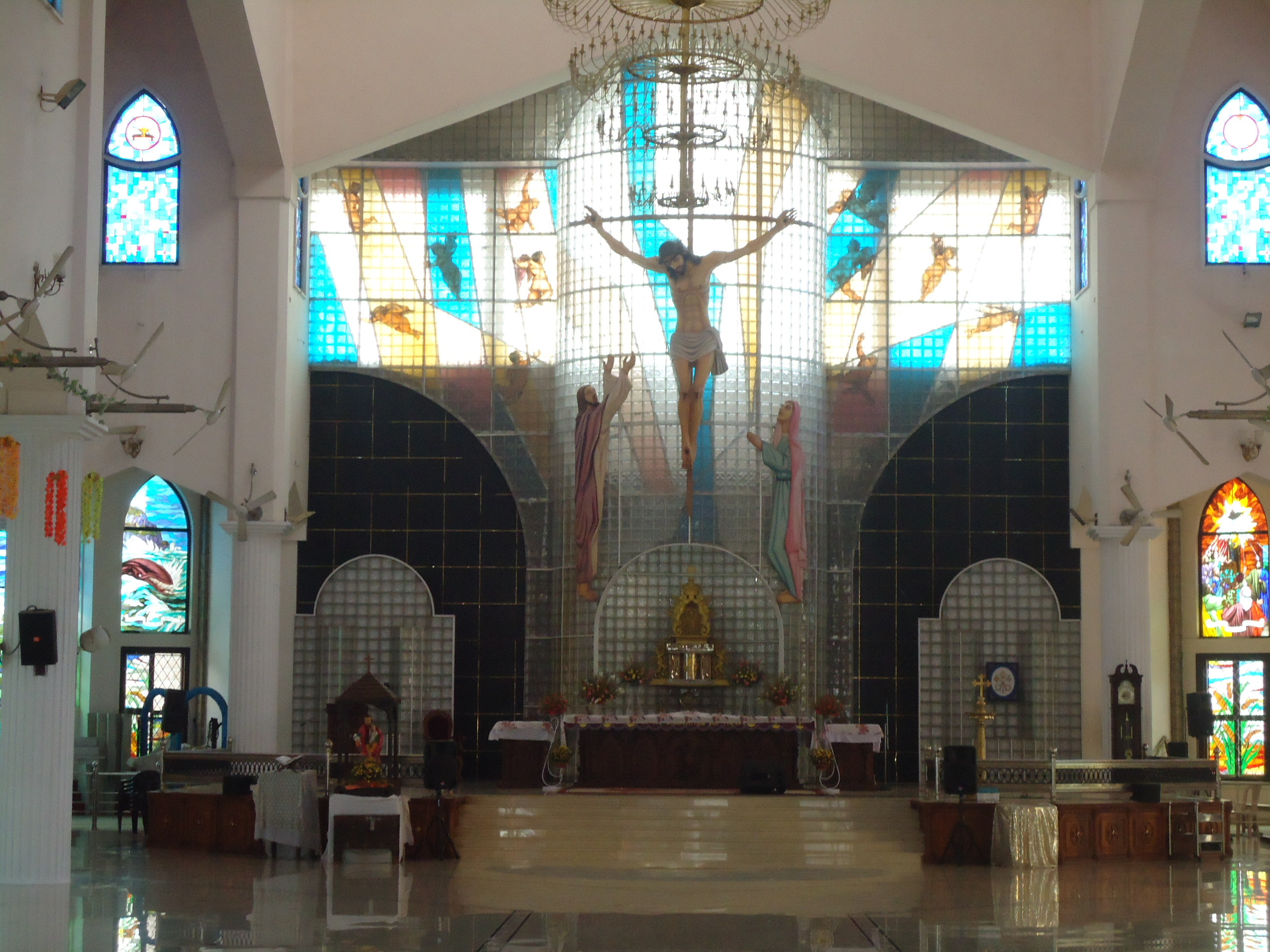
Altarraum

Die Basilika St. Georg ist eine syro-malabarische Kirche in Angamaly im Distrikt Ernakulam im indischen Bundesstaat Kerala. 

## Geschichte
Die Pfarrei von Angamaly gilt als Ursprung der syrischen Thomas-Christen in Malabar. Die Bauarbeiten für die neue St.-Georgs-Kirche wurden vom damaligen Vikar Paul Kariyatty initiiert, der Grundstein wurde am 16. November 1997 von Kardinal Varkey Vithayathil gelegt. Die Kirche wurde am 31. Dezember 2006 geweiht. Papst Benedikt XVI. verlieh der Kirche Juni 2009 den Titel einer Basilica minor. Die Verkündigung fand am Abend des 27. August 2009 in Anwesenheit von 28 Bischöfe aus ganz Indien statt.

## Bauwerk
Die Basilika ist die größte Kirche in Kerala mit einer Fläche von über 2000 Quadratmetern und bietet Platz für 8000 Personen. Der Altarbereich umfasst eine Fläche von fast 200 Quadratmetern. Hinter dem Altar hängt ein sieben Meter hohes Kruzifix, eingerahmt von einer Marien- und einer Johannesstatue. Die Kuppel der Kirche erreicht eine Höhe von etwa 60 Metern. Die 16 Fenster, die die Kuppel umgeben, sind mit den Porträts der Apostel verziert, die 64 Fenster der Kirche zeigen Heilige und Geschehnisse des Neuen und des Alten Testaments.